# Zastavce, Pidhaiți
Zastavce (în ucraineană Заставче) este un sat în comuna Zavaliv din raionul Pidhaiți, regiunea Ternopil, Ucraina.

## Demografie
Componența lingvistică a localității Zastavce
     Ucraineană (100%)
Conform recensământului din 2001, toată populația localității Zastavce era vorbitoare de ucraineană (100%).